# National Association of Free Clinics
La National Association of Free Clinics, ou NAFC, est une association à but non lucratif américaine qui représente l'ensemble des dispensaires, à travers les États-Unis, qui offrent des soins médicaux et dentaires gratuits, spécialement pour les personnes n'ayant aucune assurance maladie. Ces dispensaires, ou « free clinics » en anglais, sont des organisations de type 501c et sont animés et gérés par du personnel médical bénévole.
La présidente et porte-parole de la NAFC est Nicole Lamoureux.